# Лэнчицкий, Николай
Николай Лэнчицкий  (пол. Mikołaj Łęczycki, лат. Nicolaus Lancicius; 10 декабря 1574, Несвиж, Белоруссия — 30 марта 1653, Каунас) — польский теолог, мистик, член монашеского ордена иезуитов.

## Биография
Николай Лэнчицкий родался 10 декабря 1574 года около города Несвиж в семье известного печатника. В возрасте 18 лет перешёл из кальвинизма в католичество. В этом же возрасте вступил в монашеский орден иезуитов. 14 июня 1601 года, будучи в Риме на обучении, он был рукоположен в священника. Вернувшись на родину, в Польшу, преподавал в университете Вильно. Читал лекции в университетах по всей Польше, несколько раз побывал в Риме. Николай Лэнчицкий в своей научной деятельности стремился приммирить католиков и кальвинистов, православных и униатов.
Уже при жизни Николай Лэнчицкий считался чудотворцем. Николай Лэнчицкий написал множество сочинений по философии, многие из которых были опубликованы Жаном Болландом в двухтомнике «Opuscula spiritualia» (Антверпен, 1650).

## Сочинения
- De piis erga Deum et coelites affectibus
- Insignis conversio Mariae Bonaventurae, monialis Romanae
- De officiis sacerdotum
- De conditionibus boni superioris
- Dissertatio historica et theologica de praestantia Instituti Societatis Iesu
- De recta traducenda adolescentia
- De exteriore corporis compositione
- De humanarum passionum dominio

## Источник
- Bronisław Natoński, Mikołaj Łęczycki, w: Polski Słownik Biograficzny, tom XVIII, Zakład Narodowy imienia Ossolińskich, Wrocław-Warszawa-Kraków-Gdańsk 1973, s. 347—350
- Ludwik Grzebień, Mikołaj Łęczycki, w: Słownik polskich teologów katolickich, tom II: do 1918, H-Ł (pod redakcją Hieronima Wyczawskiego), Akademia Teologii Katolickiej, Warszawa 1982, s. 560—566
- Aleksandra Witkowska, Joanna Nastalska, Staropolskie piśmiennictwo hagiograficzne, tom I: Słownik hagiografów polskich, Wydawnictwo Katolickiego Uniwersytetu Lubelskiego Jana Pawła II, Lublin 2007, s. 139—142 (z portretem)